# Isabelle Barth
Isabelle Barth (* 17. Oktober 1983 in Herrliberg, Kanton Zürich) ist eine Schweizer Schauspielerin.

## Leben
Isabelle Barth besuchte die Primarschule in Herrliberg und legte ihre Matura an der Kantonsschule Rämibühl in Zürich ab. Anschliessend ging sie nach Deutschland und begann ein Studium an der Hochschule für Musik, Theater und Medien Hannover, das sie 2008 abschloss. Bereits 2007 wurde Barth mit einem Stipendium des Migros-Genossenschafts-Bundes ausgezeichnet. In der Spielzeit 2008/09 trat sie ihr erstes Engagement am Nationaltheater Mannheim an. Weitere Stationen ihrer Bühnenlaufbahn waren neben anderen das Schauspiel Frankfurt, das Staatstheater Hannover, das Theater der Keller in Köln, die Landungsbrücken Frankfurt, das Anhaltische Theater in Dessau und das Bochumer Rottstraße 5 Theater. In Mannheim spielte sie u. a. die Hilde Wangel in Baumeister Solness von Henrik Ibsen, in Hannover war eine ihrer Rollen die Jessica in Fucking Åmål, der Bühnenfassung des Films Raus aus Åmål. In Köln wirkte sie in der deutschen Erstaufführung von Luft aus Stein der Autorin Anne Habermehl mit, eine Inszenierung, die für den Kölner Theaterpreis 2014 nominiert wurde.
Nach ihrem Kameradebüt in dem 2006 gedrehten Kurzfilm Gruppenspiel ist Isabelle Barth seit einigen Jahren häufiger im Fernsehen zu sehen. So ist sie als Eva Glogger Teil des Schweizer Tatort-Teams, das gelegentlich gemeinsam mit den deutschen Kollegen aus Konstanz, Blum und Perlmann (Eva Mattes und Sebastian Bezzel), in der Bodenseeregion ermittelt. Von 2015 bis 2020 verkörperte sie in der Serie Rentnercops die Filmtochter von Wolfgang Winkler (bis Folge 40) und Peter Lerchbaumer (Folgen 41 bis 56). Gastrollen hatte Barth in weiteren Serien wie SOKO 5113 oder Der Bestatter.
Isabelle Barth lebt in Düsseldorf.

## Filmografie (Auswahl)
- 2006: Gruppenspiel (Kurzfilm)
- 2011: One Way Trip 3D
- 2012: Tatort: Nachtkrapp
- 2013: SOKO 5113 – Grenzenloser Hass
- 2013: Münchhausen – Die Geschichte einer Lüge
- 2013: Die letzte Fahrt
- 2014: Ein blinder Held – Die Liebe des Otto Weidt
- 2014:  Tatort: Winternebel
- 2015: Der Bestatter – Der Fremde im Sarg
- 2015: Wir, Geiseln der SS (2 Folgen)
- 2015–2020: Rentnercops (56 Folgen)
- 2015: Tatort: Château Mort
- 2016: Tatort: Wofür es sich zu leben lohnt
- 2016: The Missing (Fernsehserie, 3 Folgen)
- 2016: Über Barbarossaplatz
- 2017: Der Traum von der Neuen Welt
- 2017: Zwiespalt (Fernsehfilm)
- 2017: Drôle de père
- 2018: Weglaufen geht nicht (Fernsehfilm)
- 2018: Only You
- 2020: Tatort: Der Welten Lohn
- 2022: WaPo Bodensee – Die Affäre
- 2022: Die goldenen Jahre
- 2023: Der Staatsanwalt – Die letzte Partie
- 2024: SOKO Köln (Fernsehserie, Folge Der Bienenkönig)